# Bodrum FK
El Bodrumspor, llamado Sipay Bodrum FK por razones de patrocinio, es un equipo de fútbol de Turquía que juega en la TFF Primera División, la segunda categoría nacional.

## Historia
Fue fundado en el año 1931 en la ciudad de Bodrum por Derviş Görgün, quien también se desempeñaba como jugador de fútbol, Los colores del club se registraron como amarillo-rojo en los primeros años, pero luego cambiaron a verde-blanco. El club, que empezó a competir en la 3.ª Liga por primera vez en su historia en la temporada 1995-1996, cayó a la división aficionada como último lugar en el Grupo 6 de la 3.ª Liga.
Después de recibir el apoyo del municipio, BB Bodrumspor, que comenzó a competir en la Liga Amateur Regional en la temporada 2012-2013, terminó la Liga BAL 7 en el segundo lugar, donde no perdió durante las primeras 9 semanas. El club, que estuvo invicto en el Grupo 7 de la BAL en la temporada 2014-2015, ascendió a la Liga 3 por segunda vez en su historia. En la temporada 2016-17 asciende a la 2.ª Liga como campeón en el 2.º Grupo de la 3.ª Liga.
Después de la semana 27 de la temporada, que comenzó con Bodrumspor Engin İpekoğlu, en el grupo 2nd League White 2018-19, Yakup Akif compitió en la liga bajo la dirección de Afyon. En 34 juegos, obtuvo 16 victorias, 4 empates y 14 derrotas. Terminó séptimo en su grupo al acumular 52 puntos.
En la temporada 2021-22, terminando la temporada regular en el 3er lugar y llegando a los play-offs, el Bodrumspor derrotó al Karacabey Belediyespor 3-0 en la final y logró el ascenso a la TFF Primera División por primera vez en su historia.
En diciembre de 2020, el club fue retirado del municipio y se convirtió en una empresa, pasando a llamarse Bodrumspor A.Ş. A finales de 2021 quedó constituida la Selección Femenina de Voleibol en un comunicado que hizo el club. El equipo comenzó a competir en la liga regional bajo la dirección de Adnan Kıstak.

## Palmarés
- 3. Lig (1): 2016-17
- Bölgesel Amatör Lig (1): 2014-15